# Verlaß mich niemals wieder
Verlaß mich niemals wieder ist ein britisches Filmdrama aus dem Jahr 1935 von Paul Czinner, nach einem Bühnenstück von Margaret Kennedy.

## Handlung
Unter einem Vorwand gelangt Gemma Jones auf eine Feier, die von Sir Ivor und Lady McClean in deren venetianischen Palast gehalten wird. Gemma wird ertappt und erzählt ihre Geschichte.
Gemma ist obdachlos und eine unverheiratete Mutter. Ihr Sohn ist das Ergebnis eines Verhältnisses mit Sebastian, einem Sohn des bekannten Komponisten Sanger. Die McCleans machen sich nun Sorgen um ihre Tochter Fenella, die mit Caryle, dem zweiten Sohn des Komponisten, verlobt ist.
Die McCleans verlassen Venedig und reisen in die Dolomiten. Gemma trifft Caryle und erkennt, dass die McCleans vorschnell geurteilt haben. Sebastian, Caryle und Gemma machen sich auf den Weg in die Berge, um Fenella aufzusuchen. Sebastian ist der Erste, der mit Fenella zusammentrifft, die sich sofort in ihn verliebt. Gemma klärt schnell das Missverständnis auf und bringt Fenella und Caryle wieder zusammen.
Sebastian, Gemma und Gemmas Sohn reisen zurück nach London. Dort bereitet Sebastian eine Ballettaufführung vor. Um ihre Familie zu versorgen und Sebastian zu entlasten, arbeitet Gemma als Dienstmädchen. Sebastian und Gemma heiraten, doch immer noch trifft sich Sebastian mit Fenella. Gemma ist sich der Untreue ihres Mannes bewusst. Sie sucht Fenella auf und macht ihr klar, dass Sebastian selbstsüchtig und nur sich selber treu sei.
Während Sebastian hart an seinem Ballet arbeitet, wird Gemmas Sohn schwer krank. Gemma sucht in ihrer Not Sebastian auf, doch wird sie als Störenfried aus dem Opernhaus geworfen. Gemmas Sohn stirbt am Abend der Uraufführung, die ein großer Erfolg wird. Da Gemma bei der Premiere nicht anwesend ist, fordert Fenella Sebastian, der von der Erkrankung und dem Tod des Kindes nichts mitbekommen hat, auf, mit ihr durchzubrennen. Caryle erfährt von der Situation. In seiner Wut und Eifersucht sucht er seinen Bruder auf. Es kommt so weit, dass Caryle Sebastian beinahe mit bloßen Händen tötet. Das bringt Sebastian zur Vernunft. Er kehrt zu Gemma zurück, als er seine Selbstsucht erkennt.

## Kritiken
Das Lexikon des internationalen Films bezeichnete den Film als Melodram, das nur in einem zu überzeugen weiß: der schauspielerischen Glanzleistung Elisabeth Bergners.
Andre Sennwald von der New York Times hingegen schrieb von einer bewundernswerten Filmversion des Bühnenstückes, das eine gewaltige Verbesserung des Originals sei.

## Auszeichnungen
Elisabeth Bergner erhielt 1936 eine Nominierung für den Oscar als beste Hauptdarstellerin.

## Hintergrund
Der Film erfuhr seine Uraufführung in den USA am 23. Mai 1935 in New York. In Deutschland erschien er als TV-Premiere am 24. August 1982 im ZDF.
Elisabeth Bergner und Leon Quartermaine spielten hier ihre Rollen aus dem Bühnenstück.
1947 wurde ein gleichnamiges Remake unter der Regie von Peter Godfrey gedreht, diesmal mit Errol Flynn und Ida Lupino in den Hauptrollen.